# José Antonio Bermúdez de Castro Fernández
José Antonio Bermúdez de Castro Fernández (Lleó, 5 de setembre de 1959) és un polític espanyol del Partit Popular, diputat al Congrés per la província de Salamanca des de 1996.

## Biografia
Nascut el 5 de setembre de 1959 a Lleó, ha estat diputat de la VI, VII, VIII, IX, X, XI, XII, XIII, XIV i XV legislatures espanyoles. Llicenciat en Dret per la Universitat de Salamanca, s'especialitzà en Assessoria Jurídica i Fiscal d'Empresa a la Universitat Pontifícia de Comillas. També desenvolupà tasques de gestor administratiu. Fou diputat a l'Assemblea de Madrid entre 1991 i 1996.
El 17 d'agost de 2023 fou escollit Vicepresident Segon del Congrés dels Diputats. Anteriorment, havia exercit com a secretari segon de la Cambra baixa durant un breu període de la VII Legislatura, entre el 19 de juny de 2003 i el 20 de gener del 2004.

## Activitat professional
- Vocal de la Comissió Constitucional
- Vocal de la Comissió de Foment i Habitatge